# Soure
Soure község és település Portugáliában, Coimbra kerületben. A település területe 265,06 négyzetkilométer. Soure lakossága 19.245 fő volt a 2011-es adatok alapján. A településen a népsűrűség 73 fő/ négyzetkilométer. Soure legmagasabb pontja 531 méter, míg a legalacsonyabb mindössze 6 méterrel van a tengerszint felett.

## Települései
A község a következő településeket foglalja magába, melyek:
- Alfarelos
- Degracias e Pombalinho
- Figueiró do Campo
- Gesteira e Brunhós
- Granja do Ulmeiro
- Samuel
- Soure
- Tapeus
- Vila Nova de Anços
- Vinha da Rainha

## Fordítás
- Ez a szócikk részben vagy egészben  a   Soure, Portugal című angol Wikipédia-szócikk ezen változatának fordításán alapul.  Az eredeti cikk szerkesztőit annak laptörténete sorolja fel. Ez a jelzés csupán a megfogalmazás eredetét és a szerzői jogokat jelzi, nem szolgál a cikkben szereplő információk forrásmegjelöléseként.